# Bajantsagaan
Bajantsagaan (mongoliska: Баянцагаан Сум, Bayantsagaan, Баянцагаан, Bayantsagaan Sum) är ett distrikt i Mongoliet.   Det ligger i provinsen Töv, i den centrala delen av landet, 130 km söder om huvudstaden Ulaanbaatar.